# John Bonnycastle
John Bonnycastle (n. 1751 la Hardwick - d. 15 mai 1821 la Woolwich) a fost un profesor de matematică și autor englez.
A fost un adevărat autodidact.
La Londra a fost angajat de către contele de Pomfret, pentru educația fiilor acestuia.
A fost profesor de matematică la Woolwick, funcție pe care a ocupat-o timp de 40 de ani la Academia Militară din acest oraș.

## Scrieri
- The Scholar's guide to Arithmetic, 1780
- Introduction to Algebra, 1782
- Introduction to Astronomy, 1786
- Euclid's 'Elements'  with notes, 1789
- A Treatise on Plane and Spherical Geometry, 1806
- A Treatise of Algebra, 1813